# 无锡油面筋
无锡油面筋，又名清水油面筋，是无锡特产，与惠山泥人、无锡酱排骨同为无锡三大传统名产。无锡油面筋已有200多年历史，其蛋白质含量高、味道鲜美，既能作素食，又能与各种鱼肉荤腥搭配成各种菜肴，故常作为无锡本帮菜的配料。

## 简介
油面筋是从水面筋（即生麸）发展而来的。相传在公元一世纪初东汉时代，有个能酿美酒的杜康，他的女儿是个织布能手，经常用麦粉浆纱。有一年夏天，她用了变质的麦粉浆纱，却织出光滑洁净的布来。她将变质麦粉与普通麦粉比较，发现变质麦粉在浆纱时没有韧性物，粘捏在纱条上。她为了织好布，总是先将麦粉中的韧性物捏掉。天长日久，她觉得这东西是从粮食中捏出来的，弃之可惜,就煮熟一尝，觉得味道不错，从此就流传开来。后来又有人从麸皮中汰出同样的韧性物，所以人们便称它“生麸”，又称“麸筋”，无锡人称它“水面筋”。到清朝时，生麸已成为庵观寺院中素筵的主要菜肴，进入民间后又发展成油面筋。
无锡的油面筋是将生麸油炸，使其急剧膨胀，皮脆而内松，表金黄而里晶白。至于清水一说，并非在清水中漂洗的意思，是因用上好的素油而如此称之。此种上好素油，需夏熟丰收时，农家用新鲜菜籽榨制。用此种素油炸出来的面筋光亮薄且透明，而周边苏州、常州地区的面筋往往都是筋不足而面有余，业内人士又称这类面筋为浆油面筋。浆油面筋含有的面粉较多，分量较重，颜色较暗，表面光滑，香味和油条味很是相似，烧汤会糊，酿肉时还会皮肉分离，无法与无锡清水油面筋相比。清末，沪宁铁路通车，无锡工商业发展迅速，各地商富大贾云集无锡。临走时总是要带些土特产品，以便馈赠亲友，从此无锡清水油面筋远销全国各地。

## 制法

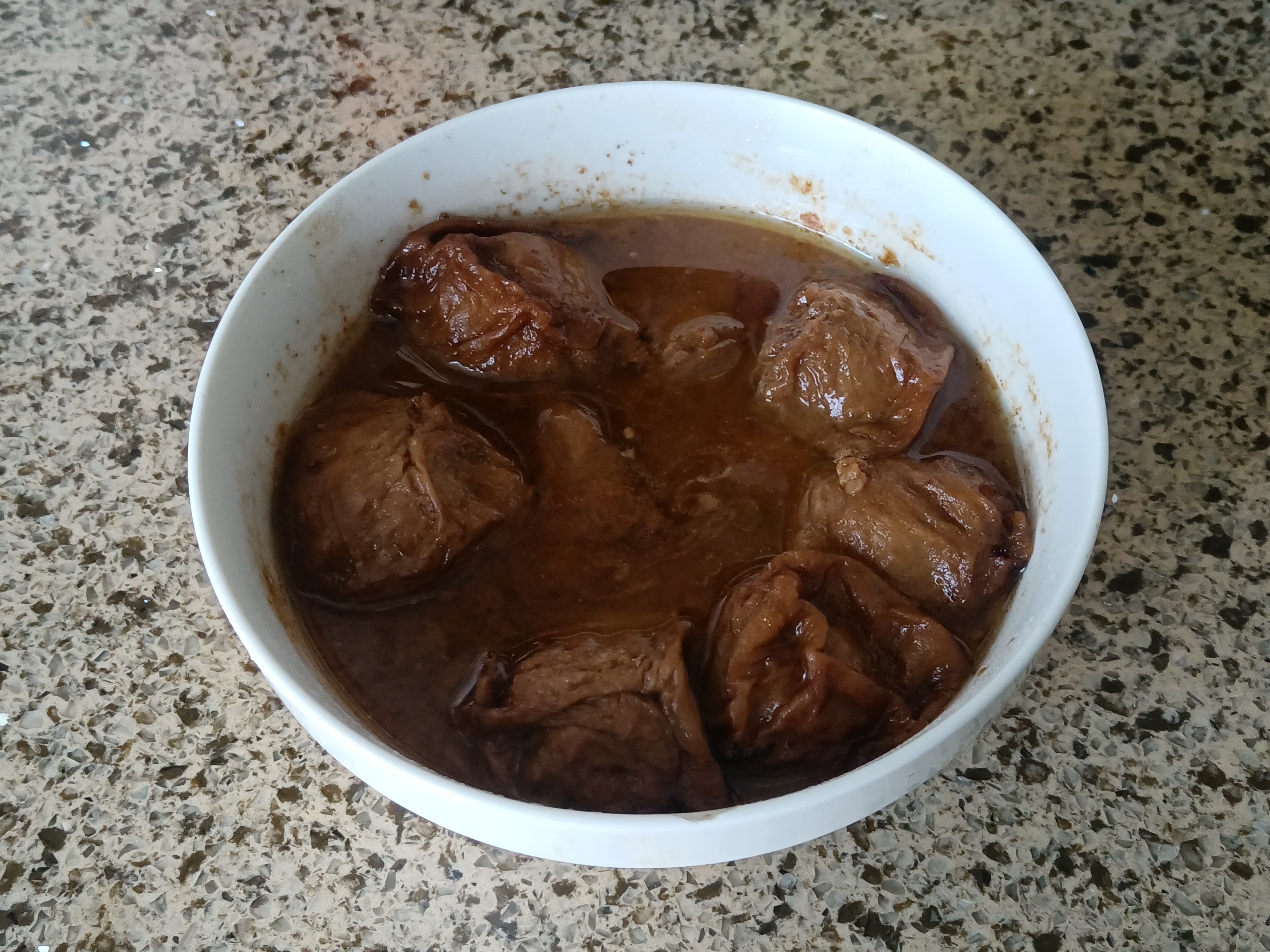
惠山狮子头，又称“油面筋塞肉”，是一种将肉糜填入油面筋内空间的食物

在无锡，民众常用面筋与各种荤素菜搭配，或炒、或汤，又或放于小吃、面点之上，以增加菜肴香味，可谓虽不是主菜，但无法替代。除此之外，也有以面筋为菜肴主料的传统无锡名菜，最具代表性的，可属肉酿面筋、什锦面筋两种，其制法分别如次：
肉酿面筋
主辅料：清水面筋250、猪肉500克
调料：酱油25克、黄酒25克、盐15克、白糖40克、味精10克、葱末5克、姜末3克、水生粉15克、麻油少许
制法：挑选中等大小的清水面筋，将猪肉斩碎，配上盐、酱油、白糖、黄酒、味精、葱姜末少许搅拌均匀成馅心；将油面筋剪开一小洞，塞进馅心。锅上火加清水，加黄酒、酱油、白糖、味精、葱花、姜末入锅旺火烧开，放入面筋转文火烧15分钟左右再用水生粉勾芡，淋上少许麻油即可。
什锦面筋
主辅料：油面筋100克、虾仁25克、水发蹄筋50克、腰片25克、熟鸡25克、笋片25克、肴肉25克、青豆5克、开洋5克、水发香菇10克
调料：熟猪油75克、麻油15克、味精5克、黄酒15克、酱油5克、白糖10克、姜汁5克、水生粉15克、葱末5克、高汤200克、盐适量
制法：将面筋切为两片，开水泡透，滤去水分；起油锅，下葱末，将虾仁、腰片炒一下，放入黄酒、加高汤，倒入面筋以及蹄筋、鸡片、肴肉、笋片、青豆、开洋等，烧沸后放盐、酱油、白糖、味精、姜汁烧5分钟左右，勾芡淋上麻油即可。

## 轶事
- 无锡油面筋的起源，有一相传是清咸丰年间，无锡惠山脚下一座尼庵有位尼姑善烹素斋，素斋的主要原料即水面筋。但到了热天，水面筋隔夜易变酸变质，来用斋人数又不确定，她就把剩余的水面筋下油锅炸上一炸，这一炸令水面筋急剧膨胀，皮脆而内松，表金黄而里晶白，煞是可爱，于是油面筋便由此亮相。如此屈指算来，已有二百五十年历史了。[2]